# Zveza inženirjev in tehnikov Slovenije
Zveza inženirjev in tehnikov Slovenije je interesna in strokovna organizacija, ki povezuje inženirje in tehnike.

## Odlikovanja in nagrade
Leta 2000 je prejel častni znak svobode Republike Slovenije z naslednjo utemeljitvijo: »ob 90-letnici delovanja, za dolgoletno družbeno aktivno in strokovno uspešno delo«.